# Preußische P 4
Die P 4 war ein Ableger der P 4.1 Bauart Hannover und die zweite Heißdampflokomotive der Welt.

## Konstruktion
Die Maschine baute auf den seit 1892 gebauten Maschinen P 4.1 auf, wie sie Hanomag in großen Stückzahlen herstellte. Sie verfügte über leicht größere Räder und kam auf Grund ihrer neuartigen Konstruktion mit deutlich weniger Heizrohren zurecht. Der Überhitzer und die Dampfmaschine waren vollkommen eigenständige Konstruktionen.

## Einsatz und Verbleib
1898 wurde das Einzelstück von Hanomag an die Preußische Staatsbahn geliefert. Die Wirtschaftlichkeit des Heißdampfbetriebes stellte die ab 1899 im Probebetrieb von Kassel aus fahrende Maschine schnell unter Beweis. Bis auf einen kurzen Aufenthalt in Halle war die Maschine als Cassel 131 und ab 1906 als P 4 Cassel 1846 eingereiht. Nach dem Krieg wurde die Maschine 1921 zusammen mit vielen anderen Maschinen ähnlichen Gattung abgestellt. Mit aufgeschnittenem Kessel stand die P lange Zeit im Verkehrs- und Baumuseums wurden vom Museum für Gegenwart im Hamburger Bahnhof in Berlin.